# 青島市

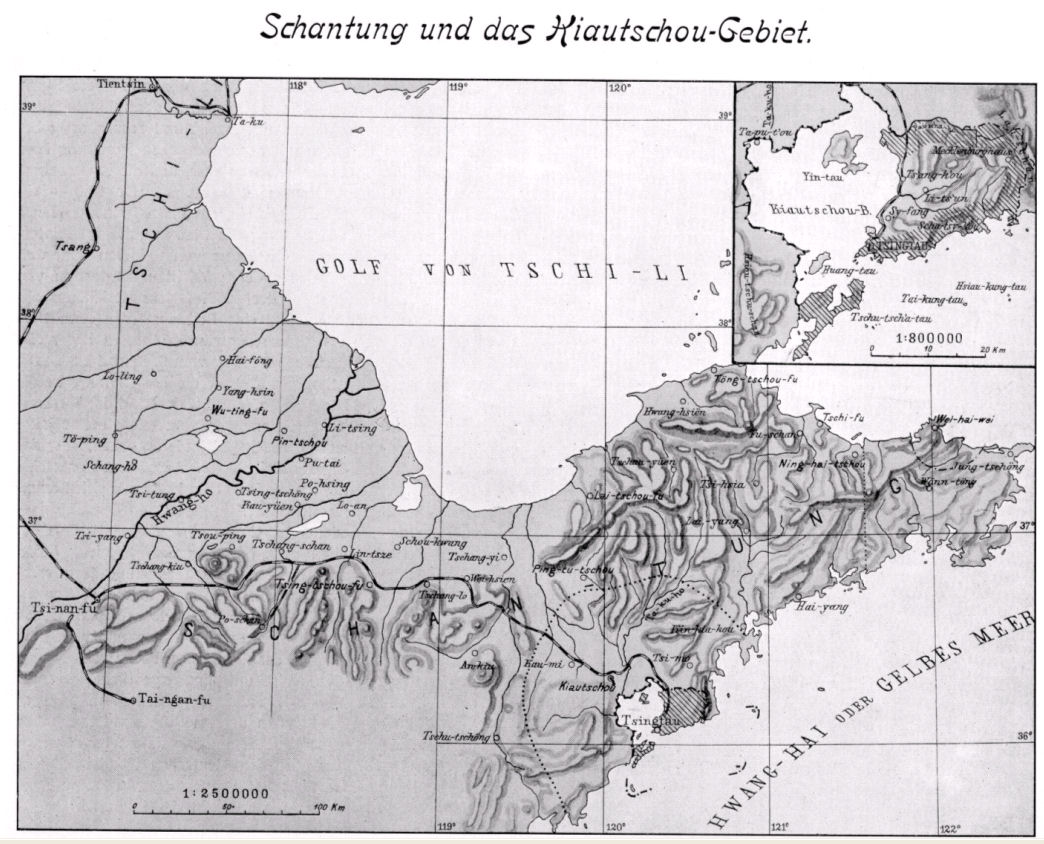
青島の位置（斜線部分、1912年時点）膠東半島の南岸に面した港湾都市である

青島市（チンタオし、せいとう し、中: 青岛市、拼音: Qīngdǎo Shì）は、中華人民共和国山東省に位置する中国有数の港湾都市・商工業都市・国際都市である。副省級市・計画単列市、国家歴史文化名城に指定されている。1984年以降の改革開放政策の一環として、1978年に始まった経済特区に次いで、1984年に指定された対外経済開放区である。中国の海洋産業の中心都市であり、東部沿岸の重要な経済と文化の中心であり、近代的な製造業やハイテク産業基地も立地する。また、国際的な沿岸リゾート地、東アジアの国際海運センター、中国国内の主要な地方国際空港所在地であり、中国人民解放軍海軍北海艦隊司令部のある軍港でもある。
2008年の北京オリンピックや2009年の第11回中華人民共和国全国運動会のサブ会場は青島に位置しており、また2014年に国際園芸博覧会が、2018年に上海協力機構大会が青島で開催された。

## 歴史
歴史的に山東半島の港は半島北部に集中し、半島南岸の膠州湾湾口に位置する青島は膠州（現・膠州市）が管轄する膠澳と呼ばれる辺鄙な漁村に過ぎなかった。明代には倭寇対策の城砦が建設され駐留する軍目当ての商人が集まったこともあった。清朝になると現在の大学路付近に青島村という寒村があり、清末期には青島口という小さな港町を形成するに至った。1859年には青島口に税関分局が設けられ、1865年には煙台の東海関の分関が置かれた。1891年に国防上の観点からこの地に海軍の桟橋など軍事施設が建設され、翌年に登州の兵力が膠澳に駐留し、総兵衙門が青島村に置かれ、町の発展が始まった。
日清戦争後、三国干渉で中国に恩を売ったドイツは、大洋艦隊の寄港地となる軍港を中国沿岸に確保しようとした。膠州湾一帯に目をつけ、1897年に宣教師が山東で殺された事件を口実に上陸し、翌1898年には膠州湾を99年間の租借地とした。膠澳にはドイツ東洋艦隊の母港となる軍港が建設された。ドイツはこの地を極東における本拠地とし、鉄道敷設権と鉱山採掘権などを通じ、山東半島一帯を勢力下に置いた。青島はドイツのモデル植民地として街並みや街路樹、上下水道などが整えられ、今なお残る西洋風の町並みや青島ビールなどドイツがこの町に与えた影響は大きい。
第一次世界大戦でドイツ帝国に宣戦布告した日本は1914年、青島を制圧して、また膠州湾のドイツ要塞も陥落させて占領下に置いており、ヴェルサイユ条約の条項により山東省（青島・膠州湾租借地）における特権の譲渡を受ける予定であった。ただ、抗日活動が活発化したことから、1922年の条約により山東鉄道等を含む権益を部分的に北洋政府に返還した。

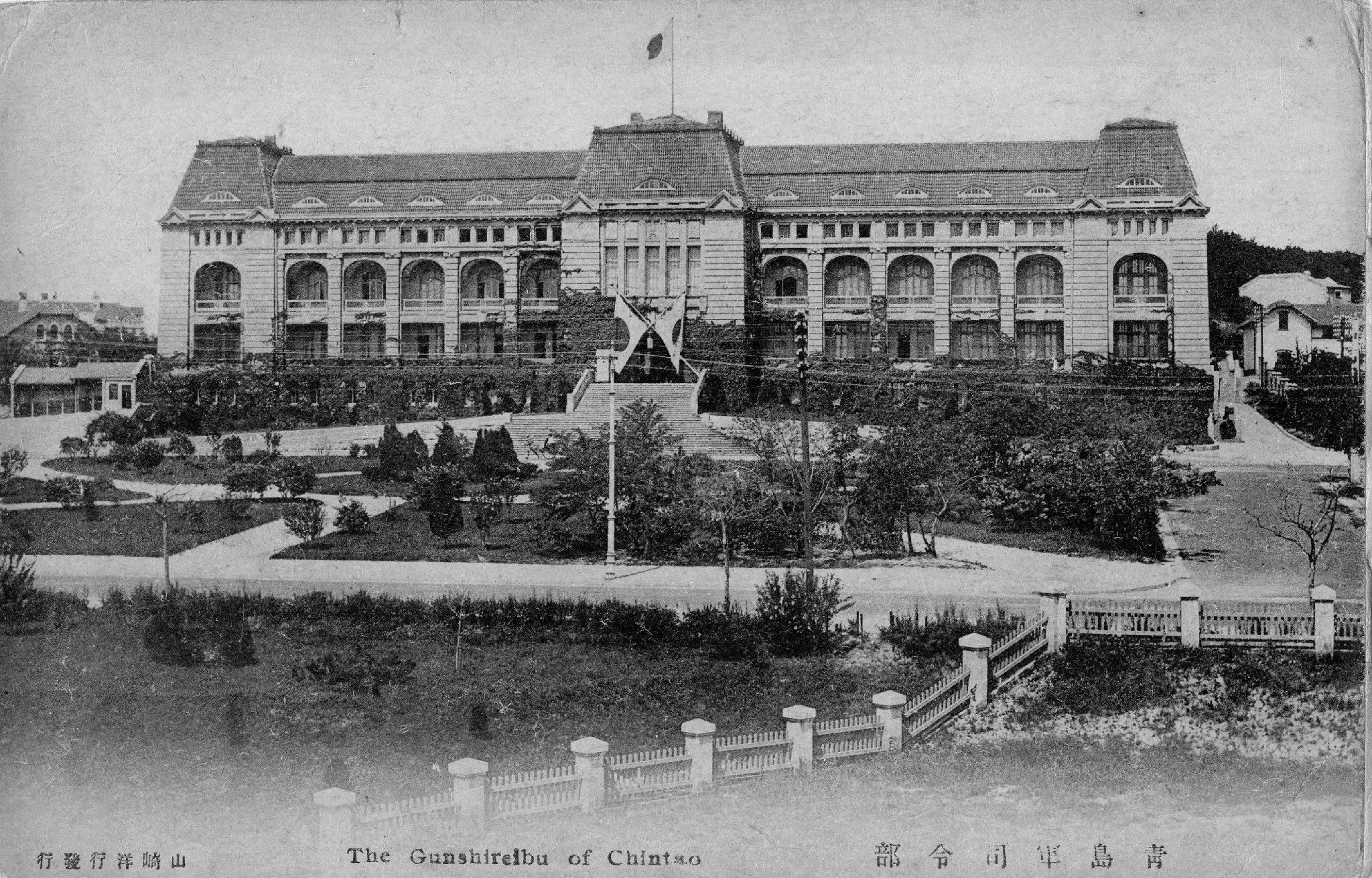
第一次世界大戦後、駐留日本軍の司令部となった旧総督府

1925年には、五・三〇事件の伝播によって起きた日系紡績工場での大規模なストライキに対して、日本軍と北洋政府による弾圧事件が発生した。北洋政府は青島を中央政府直轄の特別行政区である膠澳商埠としていたが上海クーデターにより勢力を失い、その後の国民党政府は1929年青島特別市を成立させ、1930年に青島市と改称した。1937年日中戦争が始まると、青島は再び日本軍の占領下に置かれた。第二次世界大戦後には青島は米国西太平洋艦隊の司令部所在地となったこともある。しかし、1949年6月2日中国人民解放軍が青島に入城し、中国共産党政権の支配下に置かれた。1984年の鄧小平時代に対外開放され、近代的な港湾都市として発展している。

## 地理
青島は山東半島の南海岸の膠州湾の東側に小さく突き出た半島の先端に位置する。北東は煙台市、西は濰坊市、南西は日照市とそれぞれ接する。市街は比較的平坦で、すぐ側に丘が並んでいる。市域内の最高点は 1,133メートルになる。海岸線の長さは730.64キロメートルに及び、長さ50キロメートル以上の目立った川は5つある。

### 気候
ケッペンの気候区分によると、温帯夏雨気候(Cwa)に属する。青島は海に面しているため風が強く、気候は夏は涼しいが、冬は厳しい寒さである。夏の平均気温は摂氏23.8度（7月）で、冬の平均気温は摂氏マイナス0.7度（1月）となる。梅雨はないが、7月と8月は雨が多い。
| 青島 (1961-2007)の気候      | 青島 (1961-2007)の気候 | 青島 (1961-2007)の気候 | 青島 (1961-2007)の気候 | 青島 (1961-2007)の気候 | 青島 (1961-2007)の気候 | 青島 (1961-2007)の気候 | 青島 (1961-2007)の気候 | 青島 (1961-2007)の気候 | 青島 (1961-2007)の気候 | 青島 (1961-2007)の気候 | 青島 (1961-2007)の気候 | 青島 (1961-2007)の気候 | 青島 (1961-2007)の気候 |
| 月                          | 1月                    | 2月                    | 3月                    | 4月                    | 5月                    | 6月                    | 7月                    | 8月                    | 9月                    | 10月                   | 11月                   | 12月                   | 年                     |
| --------------------------- | ---------------------- | ---------------------- | ---------------------- | ---------------------- | ---------------------- | ---------------------- | ---------------------- | ---------------------- | ---------------------- | ---------------------- | ---------------------- | ---------------------- | ---------------------- |
| 平均最高気温 °C （°F）      | 2.9 (37.2)             | 4.6 (40.3)             | 9.1 (48.4)             | 14.8 (58.6)            | 20.2 (68.4)            | 23.7 (74.7)            | 27.0 (80.6)            | 28.4 (83.1)            | 25.2 (77.4)            | 19.8 (67.6)            | 12.5 (54.5)            | 5.6 (42.1)             | 16.15 (61.08)          |
| 平均最低気温 °C （°F）      | −3.2 (26.2)            | −1.8 (28.8)            | 2.4 (36.3)             | 7.9 (46.2)             | 13.3 (55.9)            | 17.9 (64.2)            | 22.2 (72)              | 23.0 (73.4)            | 18.9 (66)              | 13.3 (55.9)            | 6.2 (43.2)             | −0.5 (31.1)            | 9.97 (49.93)           |
| 降水量 mm （inch）          | 10.7 (0.421)           | 13.6 (0.535)           | 20.3 (0.799)           | 35.6 (1.402)           | 53.9 (2.122)           | 82.7 (3.256)           | 160.7 (6.327)          | 162.3 (6.39)           | 85.1 (3.35)            | 43.6 (1.717)           | 29.3 (1.154)           | 11.8 (0.465)           | 709.6 (27.938)         |
| 出典：中国気象台 2010-03-20 |                        |                        |                        |                        |                        |                        |                        |                        |                        |                        |                        |                        |                        |

## 行政区域
7市轄区と3県級市から構成される。
- 市轄区：
  - 市南区・市北区・李滄区・嶗山区・城陽区・黄島区・即墨区
- 県級市
  - 膠州市・平度市・萊西市

| 青島市の地図                                                                         |
| ------------------------------------------------------------------------------------ |
| 1 2 3 嶗山区 城陽区 黄島区 即墨区 膠州市 平度市 萊西市 1. 市南区 2. 市北区 3. 李滄区 |

### 年表
この節の出典

#### 青島市
- 1949年10月1日 - 中華人民共和国山東省青島市が成立。市南区・市北区・台西区・台東区（中国語版）・四滄区・李村区・浮山区を設置。(7区)
- 1951年6月6日 - 膠州専区嶗山弁事処を編入。(5区1弁事処)
  - 李村区・浮山区および四滄区の一部、膠州専区即墨県・即東県の各一部が嶗山弁事処に編入。
- 1951年8月16日 - 四滄区が分割され、四方区・滄口区が発足。(6区1弁事処)
- 1951年8月 - 膠州専区即墨県・即東県の各一部が嶗山弁事処に編入。(6区1弁事処)
- 1953年6月 - 嶗山弁事処が区制施行し、嶗山郊区となる。(7区)
- 1954年12月31日 - 膠州専区即墨県の一部が嶗山郊区に編入。(7区)
- 1955年12月27日 - 嶗山郊区の一部が市南区に編入。(7区)
- 1956年1月 - 市南区の一部が嶗山郊区に編入。(7区)
- 1958年9月 - 嶗山郊区の一部が市南区に編入。(7区)
- 1958年11月 - 昌濰専区膠県・膠南県、萊陽専区即墨県を編入。(7区3県)
- 1961年3月 - 即墨県の一部が嶗山郊区に編入。(7区3県)
- 1961年5月23日 (7区)
  - 即墨県が煙台専区に編入。
  - 膠県・膠南県が昌濰専区に編入。
- 1961年9月 - 嶗山郊区の一部が煙台専区即墨県に編入。(7区)
- 1961年10月5日 - 嶗山郊区が県制施行し、嶗山県となる。(6区1県)
- 1962年12月8日 - 台西区が市南区・市北区に分割編入。(5区1県)
- 1963年6月29日 - 四方区の一部が滄口区に編入。(5区1県)
- 1965年8月 - 嶗山県の一部が滄口区に編入。(5区1県)
- 1966年11月 - 嶗山県の一部が煙台専区即墨県に編入。(5区1県)
- 1978年11月17日 - 煙台地区即墨県、昌濰地区膠県・膠南県を編入。(5区4県)
- 1978年11月27日 - 膠南県の一部が分立し、黄島区が発足。(6区4県)
- 1979年1月 - 嶗山県の一部が滄口区に編入。(6区4県)
- 1980年7月17日 - 昌濰地区高密県の一部が膠県に編入。(6区4県)
- 1983年8月30日 - 煙台地区萊西県、濰坊地区平度県を編入。(6区6県)
- 1983年9月 - 嶗山県の一部が滄口区に編入。(6区6県)
- 1987年2月12日 - 膠県が市制施行し、膠州市となる。(6区1市5県)
- 1988年11月17日 - 嶗山県が区制施行し、嶗山区となる。(7区1市4県)
- 1989年7月27日 (7区3市2県)
  - 平度県が市制施行し、平度市となる。
  - 即墨県が市制施行し、即墨市となる。
- 1990年12月18日 (7区5市)
  - 膠南県が市制施行し、膠南市となる。
  - 萊西県が市制施行し、萊西市となる。
- 1994年4月23日 (7区5市)
  - 台東区および四方区・嶗山区の各一部が市北区に編入。
  - 滄口区・嶗山区の各一部が合併し、李滄区が発足。
  - 嶗山区の一部が分立し、城陽区が発足。
  - 滄口区の残部・嶗山区の一部が四方区に編入。
- 1994年9月6日 - 膠南市の一部が黄島区に編入。(7区5市)
- 1996年4月26日 - 膠南市の一部が黄島区に編入。(7区5市)
- 2003年11月19日 - 膠南市の一部が黄島区に編入。(7区5市)
- 2012年9月30日 (6区4市)
  - 市北区・四方区が合併し、市北区が発足。
  - 黄島区・膠南市が合併し、黄島区が発足。
- 2017年7月18日 - 即墨市が区制施行し、即墨区となる。(7区3市)

#### 膠東行政区南海専区
- 1949年10月1日 - 中華人民共和国山東省膠東行政区南海専区が成立。即東県・五竜県・萊東県・平南県・即墨県・萊西南県・萊西県・平東県・嶗山弁事処が発足。(8県1弁事処)
- 1950年3月12日 (6県1弁事処)
  - 萊東県・五竜県が合併し、萊陽県が発足。
  - 萊西南県が萊西県に編入。
- 1950年5月9日
  - 即東県・即墨県・嶗山弁事処が膠州専区に編入。
  - 萊陽県・平南県・萊西県・平東県が萊陽専区に編入。

#### 膠東行政区浜北専区
- 1949年10月1日 - 中華人民共和国山東省膠東行政区浜北専区が成立。膠県・蔵馬県・高密県・膠河県・莒北県・膠南県・五蓮県・諸城県・膠高県が発足。(9県)
- 1949年10月 - 膠高県が高密県・膠県に分割編入。(8県)
- 1950年1月3日 - 莒北県が諸城県・五蓮県に分割編入。(7県)
- 1950年5月9日 - 膠県・蔵馬県・高密県・膠河県・膠南県・五蓮県・諸城県が膠州専区に編入。

#### 膠東行政区西海専区
- 1949年10月1日 - 中華人民共和国山東省膠東行政区西海専区が成立。平度県・濰南県・掖南県・昌南県・昌邑県・濰北県・平西県・掖県が発足。(8県)
- 1950年2月23日 - 濰南県が濰北県に編入。(7県)
- 1950年5月9日
  - 平度県・掖南県・平西県・掖県が萊陽専区に編入。
  - 昌南県・昌邑県・濰北県が昌濰専区に編入。

#### 膠州専区
- 1950年5月9日 - 膠東行政区浜北専区膠県・蔵馬県・高密県・膠河県・膠南県・五蓮県・諸城県、膠東行政区南海専区即東県・即墨県・嶗山弁事処を編入。膠州専区が成立。(9県1弁事処)
- 1951年6月6日 - 嶗山弁事処が青島市に編入。(9県)
  - 即墨県・即東県の各一部が青島市嶗山弁事処に編入。
- 1951年8月 - 即墨県・即東県の各一部が青島市嶗山弁事処に編入。(9県)
- 1953年7月2日 (9県)
  - 沂水専区日照県を編入。
  - 膠河県が膠南県・膠県・諸城県に分割編入。
- 1953年8月15日 - 日照県の一部が江蘇省徐州専区贛楡県に編入。(9県)
- 1954年3月26日 - 江蘇省徐州専区贛楡県の一部が日照県に編入。(9県)
- 1954年12月31日 (9県)
  - 臨沂専区莒県の一部が五蓮県に編入。
  - 即墨県の一部が青島市嶗山郊区に編入。
- 1956年2月24日
  - 膠県・蔵馬県・高密県・膠南県・五蓮県・諸城県が昌濰専区に編入。
  - 即墨県・即東県が萊陽専区に編入。
  - 日照県が臨沂専区に編入。

## 経済

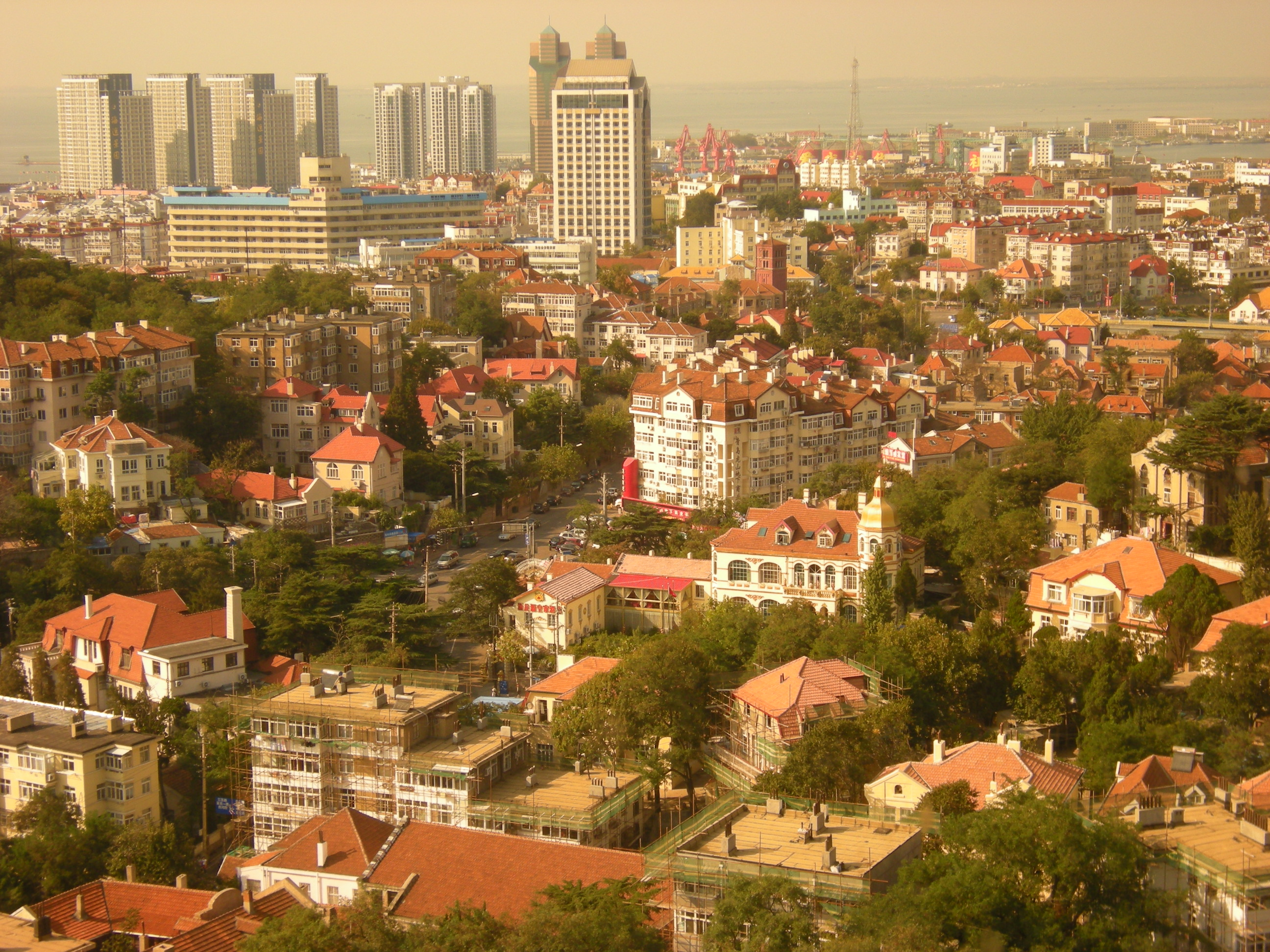
ドイツ建築が建ち並ぶ

1903年にドイツ人が当地で開業した青島ビール製造所がある。中国は2004年時点で世界のビール生産の18.7%を占める世界最大のビール生産国である。青島ビールは中国で最も有名なビールであり、世界的に知られている。1984年に青島が特別経済技術開発区に指定されて以来、外国からの投資が集中し、近代建設が急ピッチで進展した。
とくに中韓国交樹立以来、韓国からの投資はめざましく、青島に対する韓国の投資は2001年に592億米ドル、2002年に971億米ドル、2003年には1433億米ドルと急増を続ける（同時期の日本からの投資はそれぞれ163億米ドル、218億米ドル、257億米ドルであった）。韓国仁川とはフェリーで結ばれ、青島在留韓国人は7万人に達する。
また、近年中国最大の家電メーカーとなったハイアール（海爾集団）や中国最大のテレビメーカーであるハイセンス（海信集団）も青島を本拠とする。
青島港は中国五大港の一つ。産業では紡績、食品、飲料、科学などが盛んで、景勝を生かした観光都市としても注目されている。

## 交通
- 空港

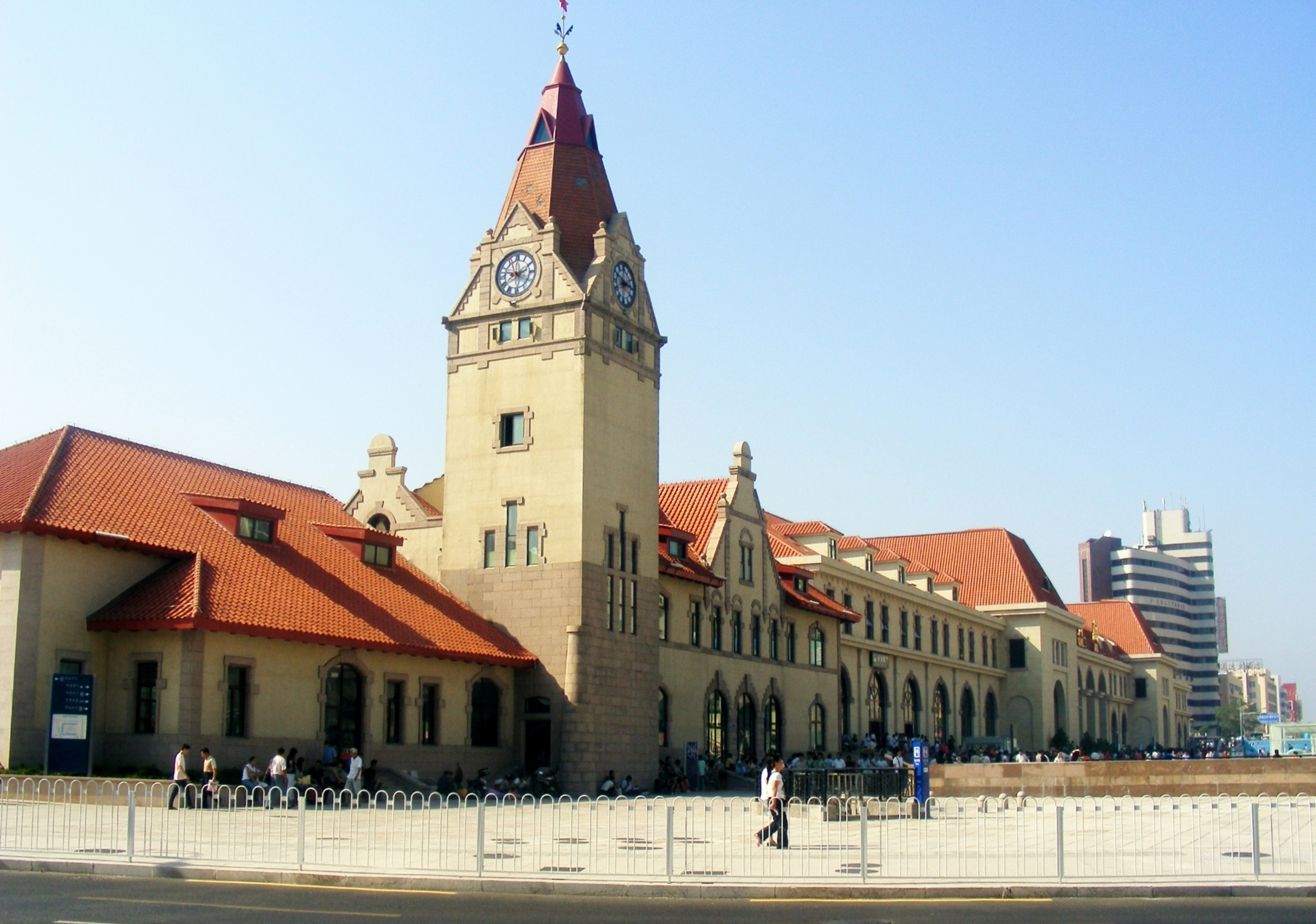
ドイツ風の青島駅

  - 青島流亭国際空港：市内から北へ約23キロメートルに位置する。国際線は、日本（東京／成田、名古屋／中部、大阪／関西、福岡）、韓国（ソウル、プサン、大邱）の7都市に就航。2021年8月12日、青島膠東国際空港の開港に伴い閉鎖された。
  - 青島膠東国際空港：市内から北西へ約40キロメートルの位置に、新空港が建設された。2019年に完成しており、2020年3月に開港予定と見られていたものの、新型コロナウイルスの影響で2021年8月12日に開港。
- 鉄道
  - 主要駅
    - 青島駅：1901年に開業した、市の中心部に位置するターミナル駅。膠済線、膠済旅客専用線（済南駅 - 青島駅）の終着駅である。
    - 青島北駅：2014年に開業したターミナル駅で、当駅の開業により青島駅のターミナルとしての機能が分散された。江蘇省へ向かう青塩線の起点である。当駅から北京南駅へは、京青高速動車組列車（中国語版）の最速達便で3時間程度である。
    - 青島西駅（中国語版）：2018年に開業した駅で、主に高速鉄道の列車が発着する。

  - 主な路線
    - 膠済線
    - 膠済旅客専用線
    - 済青高速鉄道（中国語版）
    - 膠新線（中国語版）
    - 青塩線
    - 青栄都市間鉄道

- 国際フェリー
  - 日本山口県下関市（オリエントフェリー、週3回往復） - 2015年12月より休止[4]
  - 大韓民国仁川広域市（威東航運、週3回往復）
- フェリー
  - 黄島区行き（黄島フェリー、青島フェリーの2社）

### 市内交通
- バス・トロリーバス - 青島市内は鉄道網が発達していないので、市民の足は青島市交通運輸委員会道路運輸管理局の提供する市バス網が中心である。
- 青島地下鉄 - 7本の路線が開業、最終的には16路線となる。
  - 1号線
  - 2号線
  - 3号線
  - 3号線
  - 4号線
  - 11号線
  - 13号線
- 路面電車 - 青島有軌電車が運営されている。

## 教育

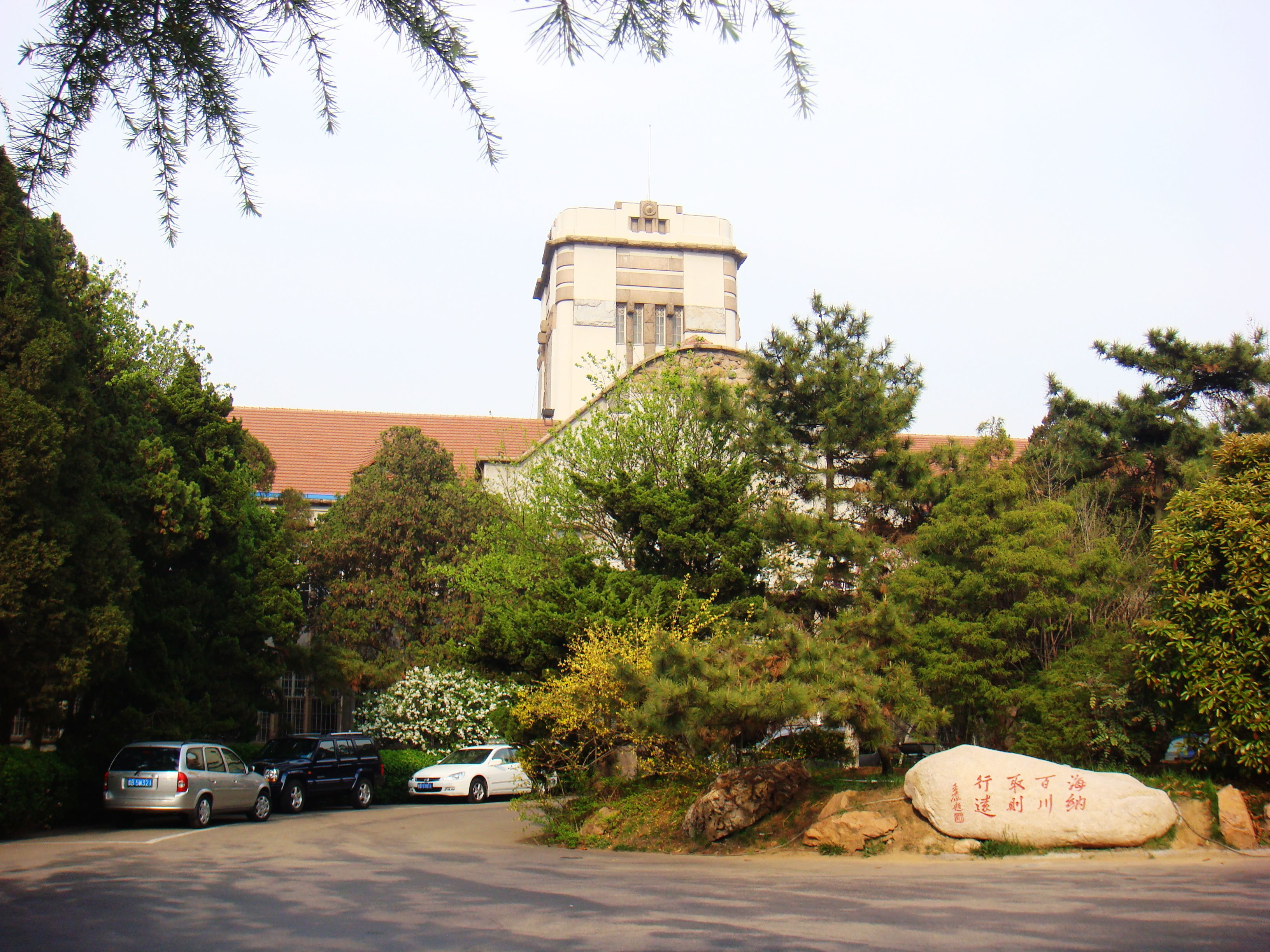
中国海洋大学

- 山東大学
- 中国海洋大学
- 中国科学院大学(青島キャンパス)
- 中央美術学院(青島キャンパス)
- 中国石油大学(華東)
- 北京電影学院(青島キャンパス)
- 北京航空航天大学（青島キャンパス)
- ハルビン工程大学（青島キャンパス)
- ハルビン工業大学（青島研究院)
- 北京大学（青島研究院)
- 清華大学（青島研究院)
- 青島理工大学
- 青島大学
- 青島農業大学
- 山東科学技術大学
- 大連理工大学（青島研究院)
- 西南交通大学（青島研究院)
- 西北工業大学（青島研究院)
- 復旦大学（青島研究院)
- 対外経済貿易大学（青島研究院)
- 同済大学（青島研究院)
- 四川大学（青島研究院)
- 吉林大学（青島研究院)
- 上海財経大学（青島研究院)
- 中国人民解放军海军潜艇学院
- 青島東方外国語学院
- 青島恒星科学技術学院

## 観光

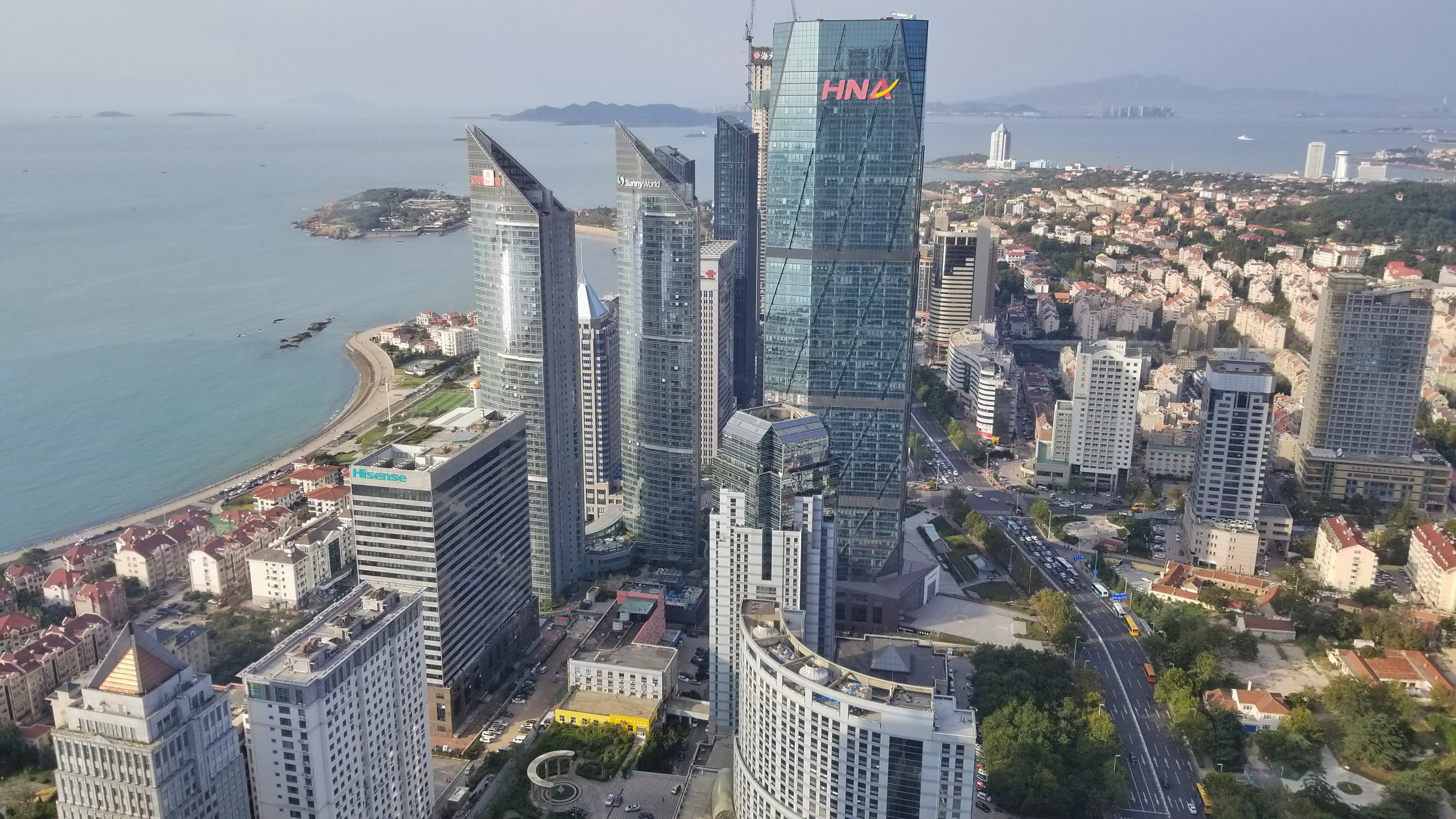
青島中心部

海沿いの美しい景色と、オレンジ色の瓦屋根で統一された建物などの景観で、観光都市としての側面も知られてきている。ドイツ風の町並みが残る旧市街など異国情緒も漂う、国家歴史文化名城に指定された都市である。1982年に市南部の公園群、海水浴場、寺院などは嶗山とともに中華人民共和国国家級風景名勝区に認定された。
- 基督教会：1910年建造。ドイツの古城を思わせる様式。
- 青島迎賓館：1905年ドイツ総督官邸として建造。
- 八大関：1930年代に外国官僚、資本家用の別荘地として開発され、現在でも当時の洋館が残っている。2010年 第1回「中国歴史文化名街」の一つに選定される[6]。
- 天主教会：1934年建造のゴシック様式の教会。
- 桟橋：青島ビールのロゴにも使用されている、八角二層の監視台（1891年建造）のある青島の象徴である桟橋。
- 青島ビール博物館：青島ビールの創業地工場に設立された博物館。1903年建造。
- ビール通り：ビール博物館前の通りの通称で、夜間は多くの店が屋外で営業し、にぎわっている。
- 青島テレビ塔
- 青島極地海洋世界
- 康有為旧宅
- 天后宮
- 五四広場
- 青島オリンピックヨットセンター
- 嶗山：青島郊外にある景勝地。秦の始皇帝、前漢の武帝、斉の景公などともゆかりが深い、道教の聖地とされている。奇岩、巨岩、洞窟が点在する土地で、ここで採取される水も有名である。
- 青島桜花祭
- 青島国際ビール祭

## 軍事
中国人民解放軍北海艦隊の海軍基地（姜各荘海軍基地など）や済南軍区空軍第31航空師団の基地があり、第26集団軍第76自動化歩兵師団が駐屯する。海軍や空軍は朝鮮半島を睨んでいる。

## スポーツ
中国サッカー・超級リーグのプロチーム、「青島海牛」の本拠地。ホームスタジアムは、青春足球場。
2008年北京オリンピックのセーリング競技が青島で開催された。

## 友好都市
| 都市                     | 国               | 締結年 |
| ------------------------ | ---------------- | ------ |
| 京都市                   | 日本             | 2012年 |
| 下関市                   | 日本             | 1979年 |
| マイアミ                 | アメリカ合衆国   | 2005年 |
| アカプルコ               | メキシコ         | 1985年 |
| ヴィルヘルムスハーフェン | ドイツ           | 1992年 |
| オデッサ                 | ウクライナ       | 1993年 |
| 大邱広域市               | 韓国             | 1993年 |
| ネスジオナ               | イスラエル       | 1997年 |
| ヴェルセン               | オランダ         | 1998年 |
| サウサンプトン           | イギリス         | 1998年 |
| プエルト・モント         | チリ             | 1999年 |
| パーダーボルン           | ドイツ           | 2003年 |
| イロイロ                 | フィリピン       | 2003年 |
| モンテビデオ             | ウルグアイ       | 2004年 |
| クライペダ               | リトアニア       | 2004年 |
| ビルバオ                 | スペイン         | 2004年 |
| ナント                   | フランス         | 2005年 |
| ロングビーチ             | アメリカ合衆国   | 1985年 |
| サンクトペテルブルク     | ロシア           | 2006年 |
| ノースショア             | ニュージーランド | 2008年 |
| ヴィラ・ヴェリャ         | ブラジル         | 2009年 |
| マカッサル               | インドネシア     |        |

- 別に友好交流都市もある

## 出身有名人

### 学者
- 柯劭忞（歴史家）
- 是永純弘（統計学者）

### 芸能人
- 三船敏郎（俳優）
- 任嘉倫（アレン・レン）（俳優、歌手）
- 黄暁明（俳優）
- 黄渤（俳優）
- 宋茜（女優）
- 白百何（女優）
- 翟天临（俳優）
- 夏雨（俳優）
- 乔诗语（俳優）
- 于毅（俳優）
- 李洪涛（俳優）
- 林永健（俳優）
- 林静（俳優）
- 江铠同（女優）
- 迟帅（俳優）
- 唐国强（俳優）
- 宋佳（女優）
- 高虎（俳優）
- 赵宝乐（俳優）
- 陈好（女優）
- 倪萍（女優）
- 范冰冰（女優）
- 王艳（女優）
- 朱媛媛（俳優）
- 刘信义（俳優）
- 徐良（歌手）
- ファン・ズータオ（歌手、旧EXOメンバー）[7]
- ビクトリア（歌手）